# Tetradymit
Tetradymit ist ein eher selten vorkommendes Mineral aus der Mineralklasse der „Sulfide und Sulfosalze“. Es kristallisiert im trigonalen Kristallsystem mit der chemischen Zusammensetzung Bi2Te2S und entwickelt meist millimeter- bis zentimetergroße, pyramidale Kristalle in charakteristischen Kristallzwillingen und Vierlingen, aber auch blättrige bis massige Mineral-Aggregate von zinnweißer bis hellstahlgrauer Farbe, die oft buntfarbig anlaufen.

## Etymologie und Geschichte
Erstmals entdeckt wurde Tetradymit 1831 bei Župkov im Vogelgebirge in der Slowakei und beschrieben durch Haidinger, der das Mineral nach dem griechischen Wort tetradymos (vierfach) benannte. 

## Klassifikation
In der veralteten 8. Auflage der Mineralsystematik nach Strunz gehörte der Tetradymit zur Mineralklasse der „Sulfide und Sulfosalze“ und dort zur Abteilung „Sulfide mit M : S < 1 : 1“, wo er gemeinsam mit Csiklovait, Tellurobismutit und Pilsenit in der „Tetradymit-Reihe“ mit der Systemnummer II/C.03a steht.
In der zuletzt 2018 überarbeiteten Lapis-Systematik nach Stefan Weiß, die formal auf der alten Systematik von Karl Hugo Strunz in der 8. Auflage basiert, erhielt das Mineral die System- und Mineralnummer II/D.09-060. Dies entspricht der Klasse der „Sulfide und Sulfosalze“ und dort der Abteilung „Sulfide mit dem Stoffmengenverhältnis Metall : S,Se,Te < 1 : 1“, wo Tetradymit zusammen mit Kawazulith, Paraguanajuatit, Skippenit, Tellurantimon und Tellurobismutit die „Tetradymitgruppe“ mit der Systemnummer II/D.09 bildet.
Die von der International Mineralogical Association (IMA) zuletzt 2009 aktualisierte 9. Auflage der Strunz’schen Mineralsystematik ordnet den Tetradymit in die Klasse der „Sulfide und Sulfosalze (Sulfide, Selenide, Telluride, Arsenide, Antimonide, Bismutide, Sulfarsenide, Sulfantimonide, Sulfbismutide)“ und dort in die Abteilung „Metallsulfide mit M : S = 3 : 4 und 2 : 3“ ein. Hier ist das Mineral in der Unterabteilung „M : S variabel“ zu finden, wo es zusammen mit Kawazulith, Paraguanajuatit, Skippenit, Tellurantimon und Tellurobismutit die „Tetradymitgruppe“ mit der Systemnummer 2.DC.05c bildet.
In der vorwiegend im englischen Sprachraum gebräuchlichen Systematik der Minerale nach Dana hat Tetradymit die System- und Mineralnummer 02.11.07.01. Das entspricht der Klasse der „Sulfide und Sulfosalze“ und dort der Abteilung „Sulfidminerale“. Hier findet er sich innerhalb der Unterabteilung „Sulfide – einschließlich Seleniden und Telluriden – mit der Zusammensetzung AmBnXp, mit (m+n):p=2:3“ in der „Tetradymitgruppe (Trigonal: R3m)“, in der auch Tellurobismutit, Tellurantimon, Paraguanajuatit, Kawazulith, Skippenit und Vihorlatit eingeordnet sind.

## Bildung und Fundorte
Tetradymit bildet sich meist durch hydrothermale Vorgänge in mittel- bis hochgradigen Gold-Lagerstätten, aber auch durch Kontaktmetamorphose. Dort tritt es in Paragenese unter anderem mit gediegenem Gold, Silber, Tellur, Hessit, Petzit, Pyrit, Galenit und Sphalerit.
Weltweit konnte Tetradymit bisher (Stand: 2010) an rund 330 Fundorten nachgewiesen werden, so unter anderem in Argentinien, Armenien, Australien, Belgien, Bolivien, Brasilien, Bulgarien, China, Deutschland, Finnland, Frankreich, Griechenland, Japan, Kanada, Kasachstan, Mexiko, Neuseeland, Norwegen, Österreich, Polen, Rumänien, Russland, Schweden, Schweiz, Serbien, Simbabwe, Slowakei, Spanien, Südafrika, Tansania, Türkei, Tschechien, Ukraine, Ungarn, Vereinigtes Königreich (Großbritannien) sowie in den Vereinigten Staaten von Amerika.

## Kristallstruktur
Tetradymit kristallisiert trigonal in der Raumgruppe {\displaystyle R{\bar {3}}m} mit den Gitterparametern a = 4,24 Å und c = 29,59 Å sowie drei Formeleinheiten pro Elementarzelle.